# Medaillenverordnung
Die Medaillenverordnung, abgekürzt MedaillenV oder MedVO, ist eine Verordnung des Bundesministeriums der Finanzen über die Herstellung und den Vertrieb von Medaillen und Münzstücken zum Schutz der deutschen Euro-Gedenkmünzen in Deutschland.

## Urteile
Das Oberlandesgericht Nürnberg entschied in einem Urteil vom 20. März 2001 (Aktenzeichen: 3 U 3914/00):
Herstellung und Verbreitung von Einkaufswagen-Chips in der Größe und Stärke eines 1-DM-Stücks verstoßen bei bewusstem und planmäßigem Vorgehen gegen § 3 Medaillenverordnung, § 1 UWG.